# Tembokrejo (Gumuk Mas)
Tembokrejo is een bestuurslaag in het regentschap Jember van de provincie Oost-Java, Indonesië. Tembokrejo telt 9280 inwoners (volkstelling 2010).